# Boa Viagem (kommun)
Boa Viagem är en kommun i Brasilien.   Den ligger i delstaten Ceará, i den östra delen av landet, 1 500 km nordost om huvudstaden Brasília. Antalet invånare är 52 521.
Följande samhällen finns i Boa Viagem:
- Boa Viagem

Omgivningarna runt Boa Viagem är huvudsakligen savann. Runt Boa Viagem är det ganska glesbefolkat, med 31 invånare per kvadratkilometer.